# Ciąg (teoria grup)
Ciąg – jedno z kilku powiązanych pojęć teorii grup pomocne przy badaniu struktury danej grupy; zwykle przez „ciąg” rozumie się opisany dalej ciąg podnormalny. W ogólności ciągiem podgrup danej grupy nazywa się po prostu łańcuch jej podgrup; ciągi podgrup są przypadkiem szczególnym filtracji znanej z algebry abstrakcyjnej.

## Definicje
Niech {\displaystyle H\leqslant G,} czyli {\displaystyle H} będzie podgrupą w grupie {\displaystyle G.} Skończony ciąg podgrup grupy {\displaystyle G,} włączając w to {\displaystyle H} oraz {\displaystyle G,} nazywa się ciągiem (podnormalnym) od {\displaystyle H} do {\displaystyle G} (lub między {\displaystyle H} a {\displaystyle G}), jeżeli każda grupa w ciągu jest podgrupą normalną poprzedniej, tzn.
{\displaystyle H=H_{0}\trianglelefteq H_{1}\trianglelefteq \ldots \trianglelefteq H_{n-1}\trianglelefteq H_{n}=G\qquad (1)}
Podgrupy {\displaystyle H_{0},H_{1},\ldots ,H_{n-1},H_{n}} nazywa się wyrazami ciągu {\displaystyle (1).} Grupy ilorazowe {\displaystyle H_{1}/H_{0},H_{2}/H_{1},\ldots ,H_{n}/H_{n-1}} nazywa się ilorazami ciągu {\displaystyle (1).} Ciąg od podgrupy trywialnej {\displaystyle E} do podgrupy niewłaściwej {\displaystyle G} nazywa się krótko ciągiem grupy {\displaystyle G.} Liczbę wyrazów ciągu nazywa się jego długością.
Jeżeli każdy z wyrazów {\displaystyle H_{0},H_{1},\ldots ,H_{n-1},H_{n}} ciągu {\displaystyle (1)} jest normalny w {\displaystyle G,} to ciąg {\displaystyle (1)} również nazywa się ciągiem normalnym; zastępując normalność warunkiem charakterystyczności otrzymuje się definicję ciągu charakterystycznego.
W ciągu {\displaystyle (1)} mogą istnieć powtórzenia; jeżeli jednak {\displaystyle H_{i-1}\triangleleft H_{i}} dla każdego {\displaystyle i=1,\dots ,n,} to ciąg {\displaystyle (1)} nazywa się ciągiem właściwym. Ciąg
{\displaystyle H=\,J_{0}\trianglelefteq \,J_{1}\trianglelefteq \ldots \trianglelefteq \,J_{n-1}\trianglelefteq \,J_{n}=G\qquad (2)}
od {\displaystyle H} do {\displaystyle G} nazywa się zagęszczeniem (lub rozdrobnieniem) ciągu {\displaystyle (1),} jeżeli każdy wyraz ciągu {\displaystyle (1)} jest również wyrazem ciągu {\displaystyle (2).} Rozdrobnienie ciągu {\displaystyle (1)} otrzymuje się więc z {\displaystyle (1)} poprzez wstawienie dodatkowych grupy między pewne kolejne wyrazy tego ciągu, przy czym nie muszą być one różne od wyrazów {\displaystyle (1)}. Jeżeli jednak {\displaystyle (2)} jest zagęszczeniem {\displaystyle (1)} i przynajmniej jeden z wyrazów {\displaystyle (2)} nie jest wyrazem {\displaystyle (1),} to {\displaystyle (2)} nazywa się zagęszczeniem właściwym ciągu {\displaystyle (1).}

### Ciąg kompozycyjny
Ciąg grupy {\displaystyle G} nazywa się ciągiem kompozycyjnym {\displaystyle G,} jeżeli jest on ciągiem właściwym {\displaystyle G} bez zagęszczenia właściwego. Ilorazy ciągu kompozycyjnego {\displaystyle G} nazywa się krótko ilorazami grupy {\displaystyle G.} Ciąg
{\displaystyle E=G_{0}\trianglelefteq G_{1}\trianglelefteq \ldots \trianglelefteq G_{n-1}\trianglelefteq G_{n}=G}
grupy {\displaystyle G} jest ciągiem kompozycyjnym {\displaystyle G} wtedy i tylko wtedy, gdy wszystkie ilorazy {\displaystyle G_{i}/G_{i-1}} {\displaystyle (i=1,2,\dots ,n)} są proste.

### Równoważność
Niech {\displaystyle G} będzie grupą. Dwa ciągi
{\displaystyle E=G_{0}\trianglelefteq \dots \trianglelefteq G_{n}=G}
oraz
{\displaystyle E=H_{0}\trianglelefteq \dots \trianglelefteq H_{m}=G}
grupy {\displaystyle G} nazywa się równoważnymi, jeżeli {\displaystyle n=m} oraz ilorazy {\displaystyle G_{i}/G_{i-1}} są, w pewnym porządku, izomorficzne do ilorazów {\displaystyle H_{j}/H_{j-1}} {\displaystyle (i,j=1,2,\dots ,n).}
Uwaga
W powyższej definicji nie żąda się, by {\displaystyle G_{i}/G_{i-1}=H_{i}/H_{i-1}} dla wszystkich {\displaystyle i=1,2,\dots ,n;} warunek mówi jedynie, że {\displaystyle G_{i}/G_{i-1}=H_{\sigma (i)}/H_{\sigma (i)-1}} dla pewnej permutacji {\displaystyle \sigma \in S_{n}.} Wprowadza ona ponadto relację równoważności w zbiorze wszystkich ciągów {\displaystyle G.}
Ciągi kompozycyjne grupy są równoważne, o ile tylko grupa ma choć jeden, o czym mówi twierdzenie Jordana-Höldera; w istocie zachodzi dużo mocniejsze twierdzenie Schreiera zapewniające, że wszystkie ciągi grupy mają równoważne zagęszczenia.

### Ciąg abelowy
Ciąg
{\displaystyle H=H_{0}\trianglelefteq H_{1}\trianglelefteq \ldots \trianglelefteq H_{m-1}\trianglelefteq H_{m}=G}
od {\displaystyle H} do {\displaystyle G} nazywa się ciągiem abelowym, jeżeli wszystkie jego ilorazy {\displaystyle H_{1}/H_{0},H_{2}/H_{1},\dots ,H_{m}/H_{m-1}} są grupami abelowymi (przemiennymi). Grupy, które mają ciąg abelowy, nazywa się rozwiązalnymi.

### Ciąg centralny
Ciąg
{\displaystyle H=H_{0}\trianglelefteq H_{1}\trianglelefteq \ldots \trianglelefteq H_{m-1}\trianglelefteq H_{m}=G}
od {\displaystyle H} do {\displaystyle G} nazywa się ciągiem centralnym, jeżeli wszystkie jego ilorazy {\displaystyle H_{1}/H_{0},H_{2}/H_{1},\dots ,H_{m}/H_{m-1}} są podgrupami centralnymi, tzn. {\displaystyle [G,H_{i+1}]\leqslant H_{i}} (dla {\displaystyle i=1,\dots ,m;} gdzie {\displaystyle [G,K]} oznacza komutant). Grupy, które mają ciąg centralny, nazywa się nilpotentnymi.
Ponieważ {\displaystyle [G,H_{i}]\leqslant H_{i-1}\leqslant H_{i},} to w szczególności {\displaystyle H_{i}} jest normalna w {\displaystyle G;} dlatego równoważnie warunek centralności można zastąpić wymaganiem, by ilorazy {\displaystyle H_{i}/H_{i-1}} były przemienne ze wszystkimi ilorazami {\displaystyle G/H_{i}} {\displaystyle (i=1,\dots ,m).}

## Przykłady

Diagram podzielności liczby 12.

Literą {\displaystyle E} oznaczana będzie niżej podgrupa trywialna odpowiedniej grupy.
- {\displaystyle E\triangleleft S_{3}} jest ciągiem grupy symetrycznej {\displaystyle S_{3},} a {\displaystyle E\triangleleft A_{3}\triangleleft S_{3}} jest zagęszczeniem (zawierającym grupę alternującą {\displaystyle A_{3}}), które jest zarazem ciągiem kompozycyjnym {\displaystyle S_{3},} ponieważ ilorazy {\displaystyle A_{3}/E\simeq A_{3}\,(\simeq C_{3})} oraz {\displaystyle S_{3}/A_{3}\simeq C_{2}} są proste (w pierwszym przypadku: grupa przemienna jest prosta wtedy i tylko wtedy, gdy jest cykliczna i rzędu będącego liczbą pierwszą; w drugim: z powyższej charakteryzacji). Jest to w istocie jedyny ciąg kompozycyjny tej grupy.
- {\displaystyle E\triangleleft V_{4}\triangleleft A_{4}\triangleleft S_{4}} jest ciągiem normalnym grupy {\displaystyle S_{4}.} Nie jest on jednak ciągiem kompozycyjnym {\displaystyle S_{4},} ponieważ można go zagęścić wstawiając jedną z podgrup {\displaystyle U_{1}=\{\iota ,(12)(34)\}} lub {\displaystyle U_{2}=\{\iota ,(13)(24)\}} bądź {\displaystyle U_{1}=\{\iota ,(14)(23)\}} między {\displaystyle E=\{\iota \}} a {\displaystyle V_{4}=\{\iota ,(12)(34),(13)(24),(14)(23)\}} (zob. grupa czwórkowa Kleina). Każdy z trzech ciągów {\displaystyle E\triangleleft U_{i}\triangleleft V_{4}\triangleleft A_{4}\triangleleft S_{4}} jest ciągiem kompozycyjnym {\displaystyle S_{4}} {\displaystyle (i=1,2,3),} przy czym są to wszystkie ciągi kompozycyjne tej grupy.
- Nie każda grupa ma ciąg kompozycyjny, przykładem jest {\displaystyle \mathbb {Z} .} Istotnie, dowolny ciąg ma postać

{\displaystyle 0\mathbb {Z} \triangleleft m_{1}\mathbb {Z} \triangleleft m_{2}\mathbb {Z} \triangleleft \ldots \triangleleft m_{n}\mathbb {Z} \triangleleft \mathbb {Z} \qquad (3)}
gdzie {\displaystyle m_{2}|m_{1},m_{3}|m_{2},\dots ,m_{n}|m_{n-1}.} Jeśli {\displaystyle m_{0}} jest wielokrotnością {\displaystyle m_{1}} oraz {\displaystyle m_{0}\neq m_{1},} to
{\displaystyle 0\mathbb {Z} \triangleleft m_{0}\mathbb {Z} \triangleleft m_{1}\mathbb {Z} \triangleleft m_{2}\mathbb {Z} \triangleleft \ldots \triangleleft m_{n}\mathbb {Z} \triangleleft \mathbb {Z} }
jest właściwym zagęszczeniem {\displaystyle (3)} (symbol {\displaystyle 0\mathbb {Z} =\left\{{\bar {0}}\right\}} oznacza tu podgrupę trywialną). Wówczas dowolny ciąg {\displaystyle \mathbb {Z} } ma zagęszczenie właściwe. Dlatego żaden ciąg {\displaystyle \mathbb {Z} } nie może być ciągiem kompozycyjnym tej grupy.
- Niech {\displaystyle \langle a\rangle } będzie grupą cykliczną rzędu 12. Wtedy

{\displaystyle \langle a^{12}\rangle \triangleleft \langle a^{6}\rangle \triangleleft \langle a^{2}\rangle \triangleleft \langle a^{1}\rangle ,\quad \langle a^{12}\rangle \triangleleft \langle a^{6}\rangle \triangleleft \langle a^{3}\rangle \triangleleft \langle a^{1}\rangle ,\quad \langle a^{12}\rangle \triangleleft \langle a^{4}\rangle \triangleleft \langle a^{2}\rangle \triangleleft \langle a^{1}\rangle }
są ciągami kompozycyjnymi {\displaystyle \langle a^{1}\rangle =\langle a\rangle } (przy czym {\displaystyle \langle a^{12}\rangle =\{a^{0}\}} jest podgrupą trywialną). Ilorazy kompozycyjne są izomorficzne odpowiednio z {\displaystyle C_{2},C_{3},C_{2};\ C_{2},C_{2},C_{3};\ C_{3},C_{2},C_{2}.} Zatem nie biorąc pod uwagę kolejności, ilorazy kompozycyjne powstające z różnych ciągów kompozycyjnych są grupami izomorficznymi – ciągi te są zatem równoważne.